# Anderson Ordóñez
Andersson Ordóñez (n. Guayaquil, Ecuador; 29 de enero de 1994) es un futbolista ecuatoriano. Juega de defensa, actualmente se encuentra sin club.

## Trayectoria
A mediados de 2011 fue ascendido al plantel principal de Barcelona por parte del entrenador Luis Zubeldía quien quedó satisfecho por el nivel mostrado por Ordóñez, aunque no debutó en ese año. En 2012 era uno de los principales candidatos a ser el juvenil usado por Barcelona en el Campeonato pero Zubeldía decidió usar a Carlos Gruezo como juvenil, siendo de la misma manera con Gustavo Costas quien lo marginó a segundo plano.
En 2013 Andersson marcó su debut en primera división luego de jugar como titular ante El Nacional. A la siguiente fecha Costas lo colocó nuevamente como titular contra Liga Deportiva Universitaria, remplazando a Frickson Erazo quien había sido suspendido por acumulación de tarjetas, en aquel partido Ordónez recibió críticas positivas al ser uno de los mejores del partido.
Para la temporada 2015 fue cedido a préstamo por un año a El Nacional.
En el 2016 regresó a Barcelona S. C., donde se ganó la titularidad y logró el campeonato de la temporada 2016.
Para temporada 2017 se vinculó con el Eintracht Fráncfort de la Bundesliga de Alemania.
El 20 de diciembre de 2017 Liga Deportiva Universitaria anunció la contratación de Ordóñez para la temporada 2018. Con el equipo albo consiguió cuatro títulos hasta 2021, dos Supercopas, una Copa Ecuador y un Campeonato Nacional.
Para temporada 2022 se vincula a la Universidad Católica de la Serie A. Dejó el club al finalizar su contrato a finales de 2023.
En marzo de 2024 firmó por un año con el Club Bolívar de la Primera División de Bolivia.

## Selección nacional

### Categorías inferiores
En 2013 fue convocado por el entrenador de la selección de Ecuador sub-20 Julio César Rosero para jugar el sudamericano 2013 sub-20 realizado en Argentina, pese a que Ecuador clasificó al hexagonal final no logró clasificar al Mundial de Turquía ya que quedó último en el hexagonal.

#### Participaciones en Sudamericanos
| Campeonato                  | Sede      | Resultado   | Partidos | Goles |
| --------------------------- | --------- | ----------- | -------- | ----- |
| Sudamericano Sub-20 de 2013 | Argentina | Sexto lugar | 6        | 0     |

## Clubes
Actualizado al último partido disputado el 22 de mayo de 2024.
| Club                         | País          | Año           | Partidos |
| ---------------------------- | ------------- | ------------- | -------- |
| Barcelona S. C.              | Ecuador       | 2012-2014     | 10       |
| El Nacional                  | Ecuador       | 2015          | 24       |
| Barcelona S. C.              | Ecuador       | 2016          | 22       |
| Eintracht Fráncfort          | Alemania      | 2017          | 4        |
| Liga Deportiva Universitaria | Ecuador       | 2018-2021     | 22       |
| Universidad Católica         | Ecuador       | 2022-2023     | 32       |
| Bolívar                      | Bolivia       | 2024-act.     | 4        |
| Total carrera                | Total carrera | Total carrera | 118      |

## Palmarés

### Campeonatos nacionales
| Título               | Club                         | País    | Año     |
| -------------------- | ---------------------------- | ------- | ------- |
| Campeonato Nacional  | Barcelona S. C.              | Ecuador | 2012    |
| Campeonato Nacional  | Barcelona S. C.              | Ecuador | 2016    |
| Campeonato Nacional  | Liga Deportiva Universitaria | Ecuador | 2018    |
| Copa Ecuador         | Liga Deportiva Universitaria | Ecuador | 2018-19 |
| Supercopa de Ecuador | Liga Deportiva Universitaria | Ecuador | 2020    |
| Supercopa de Ecuador | Liga Deportiva Universitaria | Ecuador | 2021    |